# H・アール・カオス
H・アール・カオス（H.ART CHAOS、エイチ・アール・カオス）とは、日本のコンテンポラリー・ダンスのカンパニー。東京都を拠点に活動。スタジオは東京都世田谷区上馬にある。
演出・振付家の大島早紀子がダンサーの白河直子と1989年に設立した（この当時は「Ban Ba Ban 工房」という名で、「H・アール・カオス」というのは、当初は制作事務所の名称であった）。大島早紀子は現代哲学や現代科学、社会学、神学などからテーマを模索して、次々に作品を製作。非舞踏系のダンス・カンパニーとしては、海外公演を活発に行うさきがけともなった。
海外フェスティバルからの招聘も数多く、日本を代表するダンスカンパニーとして、国内外の様々な都市で公演活動をしており、1997年の「春の祭典」北米ツアーではでトロント、モントリオール、ピッツバーグのそれぞれの都市で年間最優秀作品に選出され、2000年の「SECERT CLUB...Floating angels」北米ツアーでThe Newyork Timesが選ぶ同年のDance of the yearに選ばれている。コンテンポラリーダンスには珍しく大劇場でのオーケストラ演奏によるスケールの大きな作品が多い。1999年「春の祭典」、2002年「カルミナ・ブラーナ」、2005年「ボレロ」「春の祭典」、2004年「マグダラのマリア」「鷹の井戸」「野人創造」、2008年「中国の不思議な役人」「ボレロ」などが大劇場でのオーケストラ上演作品である。
2003年、シンガポールのバレエ団であるSingapore Dance Theatreに「Feast of immortality」を演出・振付（主演：白河直子）。2004年。モスクワ、サンクトペテルブルク、ヘルシンキ、ワルシャワで「春の祭典」、「Miserere」公演。2006年、シンガポールSinagaore Dance Theatreで「Whose VOICE CRIES OUT?」を発表など海外での活動も多い。
2007年には大島早紀子が東京二期会オペラ劇場でリヒャルト・シュトラウスの「ダフネ」、2010年には同じく東京二期会オペラ劇場でエクトル・ベルリオーズの「ファウストの劫罰」の演出・振付をしている。

## 国内の主な受賞歴
- 1993年 - キリンコンテンポラリーアワード
- 1996年 - 第27回舞踊批評家協会賞新人賞、日本バレエ協会振付特別賞
- 1997年 - 村松賞
- 1998年 - 第29回舞踊批評家協会賞大賞
- 2000年 - 千年文化芸術祭 優秀作品賞
- 2002年 - 第1回朝日舞台芸術賞
- 2003年 - 第34回舞踊批評家協会賞大賞、第25回ニムラ舞踊賞
- 2004年 - 第54回芸術選奨文部科学大臣新人賞